# Brachypteryx
Brachypteryx is een geslacht van vogels uit de familie vliegenvangers(Muscicapidae). Het zijn vrij gedrongen, kleine vogels die leven in struikgewas in bergachtige tropische gebieden. De vogels lijken uiterlijk, qua postuur, op de in Europa voorkomende roodborst.

## Taxonomie
Het geslacht telt tien soorten. Hoewel al deze soorten in de negentiende eeuw als afzonderlijke soorten werden beschreven, werden later de borneokortvleugel (B. erythrogyna), Javaanse kortvleugel (B. montana), Sumatraanse kortvleugel (B. saturata) , floreskortvleugel (B floris) en Filipijnse kortvleugel (B. poliogyna) als ondersoorten ondergebracht in het taxon B. montana sensu lato ("blauwe kortvleugel", in het Engels: "White-browed Shortwing"). Volgens (onder andere) onderzoek gepubliceerd in 2018 is die oorspronkelijke opsplitsing in afzonderlijke soorten verdedigbaar.

## Soorten
- Brachypteryx cruralis  – Himalayakortvleugel
- Brachypteryx erythrogyna  – Borneokortvleugel
- Brachypteryx floris  – Floreskortvleugel
- Brachypteryx goodfellowi  – Taiwankortvleugel
- Brachypteryx hyperythra  – Roestbuikkortvleugel
- Brachypteryx leucophris  – Kleine kortvleugel
- Brachypteryx montana  – Javaanse kortvleugel
- Brachypteryx poliogyna  – Filipijnse kortvleugel
- Brachypteryx saturata  – Sumatraanse kortvleugel
- Brachypteryx sinensis  – Chinese kortvleugel